# 030 T Nord 3.901 à 3.915

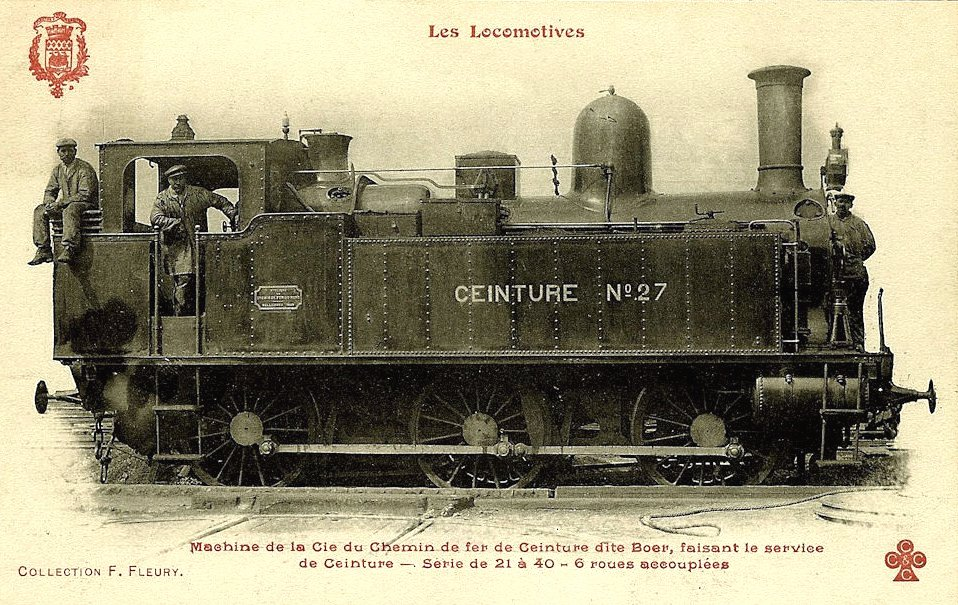
Locomotive n°27 puis 3807.

Les 030 T Nord 3.901 à 3.915 sont des locomotives tender de type 030T de la compagnie des chemins de fer du Nord. Elles proviennent du chemin de fer de la petite-ceinture où elles formaient la série 21 à 35. Elles portaient le nom de Boers car elles sont construites durant la guerre des Boers.

## Historique
Ces locomotives sont livrées dans l'ordre suivant:
- N° 3.901 à 3.907 par les ateliers de la Chapelle en 1899,
- N° 3.908 à 3.915 par les ateliers d'Hellèmes en 1899,

## Caractéristiques
-Longueur totale : 8,63 m
-Poids à vide : 35 t
-Empattement: 2,45 m
-Diamètre des cylindres : 430 mm
-Course des pistons : 600 mm
-Diamètre des roues motrices : 1440 mm
-Pression de la chaudière : 12 kg
-Surface de la grille : 1,62 m2
-Surface de chauffe: 114 m2